# Лепшић
Лепшић је насељено место у саставу Града Иванић Града, у Загребачкој жупанији, Хрватска.

## Становништво
| Националност       | 1991.       |
| Хрвати             | 30 (54,54%) |
| Срби               | 0           |
| Југословени        | 2 (3,63%)   |
| остали и непознато | 23 (41,81%) |
| Укупно             | 55          |